# Печатка Айдахо
Вели́ка печа́тка шта́ту Айда́хо (англ. The Great Seal of Idaho) — один з офіційних символів штату Айдахо, США.
Перша версія печатки була прийнята 1863 року. Згодом печатку перемальовувати кілька разів аж до отримання Айдахо статусу штату 1890 року. 1957 року в печатку були внесені останні зміни, що відображають найважливіші промислові галузі штату.
Зовнішнє кільце печатки містить текст «Велика Печатка Штату Айдахо» англійською мовою та зірку, що символізує новий світ у плеяді штатів. Внутрішнє коло містить зображення стягу з девізом штату «Esto perpetua» латинською мовою. Жінка, що символізує справедливість, та чоловік в одязі гірника стоять обабіч щита. На щиті зображено основні символи штату:
- Дробарка — гірнича промисловість;
- Сосна — лісова промисловість;
- землероб — сільське господарство;
- Річка — річка Снейк або Шошоні[en].

Елементи, навколишні щит:
- Сніп під щитом — сільське господарство;
- Ріг достатку по нижніх краях щита — садівництво;
- Голова оленя над щитом — закон штату про охорону оленів та лосів.

Праворуч від жінки виростають кущі бузку або ясми́ну та пшениці.

## Цікаві факти
- Печатка Айдахо є єдиною печаткою штату, розробленою жінкою. Автором символу є Емма Грін, дочка губернатора штату Міссурі Джона Едвардса[en].

## Історія

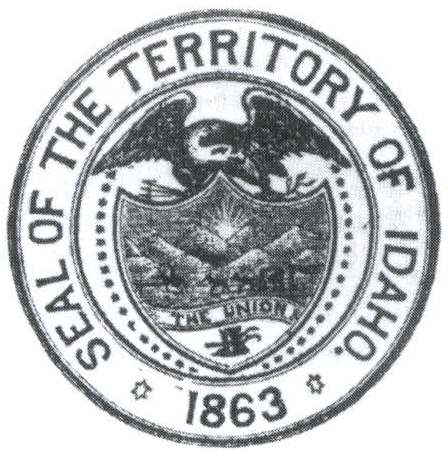
Печатка території Айдахо 1863-1866
Печатка території Айдахо 1866-1890
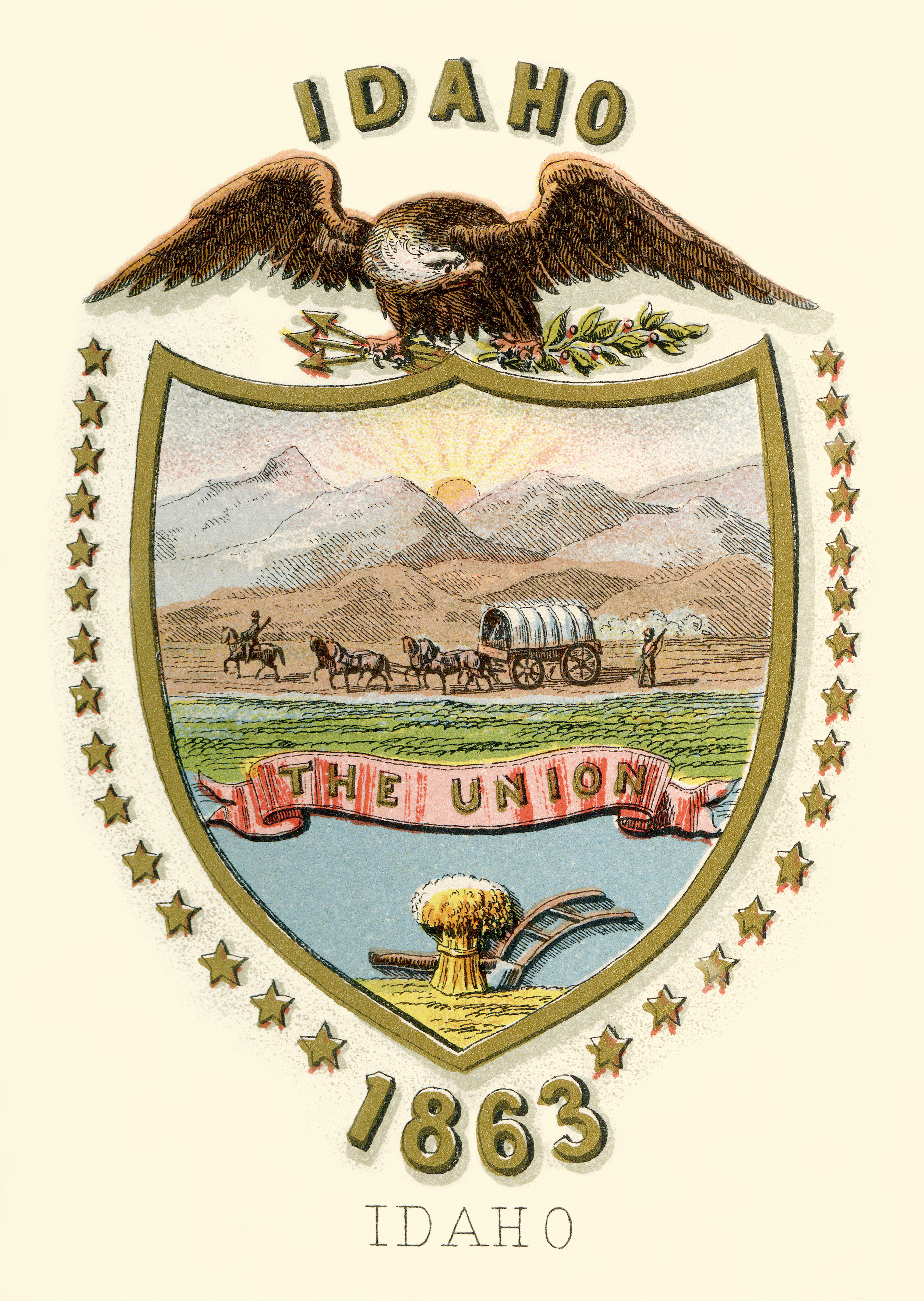
Печатка території Айдахо (ілюстрація, 1876)

## Урядові печатки

Печатка Департаменту транспорту Айдахо